# Lockdown (Lied)
Lockdown ist ein Lied des US-amerikanischen R&B-Sängers und Rappers Anderson Paak. Der Titel erschien am 19. Juni (dem Gedenktag Juneteenth) 2020 als Single und behandelt die Proteste infolge des Todes von George Floyd seitens der Black-Lives-Matter-Bewegung sowie deren Nebenerscheinungen. Der Name des Protestsongs spielt auf die vielerorts verhängte Massenquarantäne aufgrund der COVID-19-Pandemie an.

## Inhalt

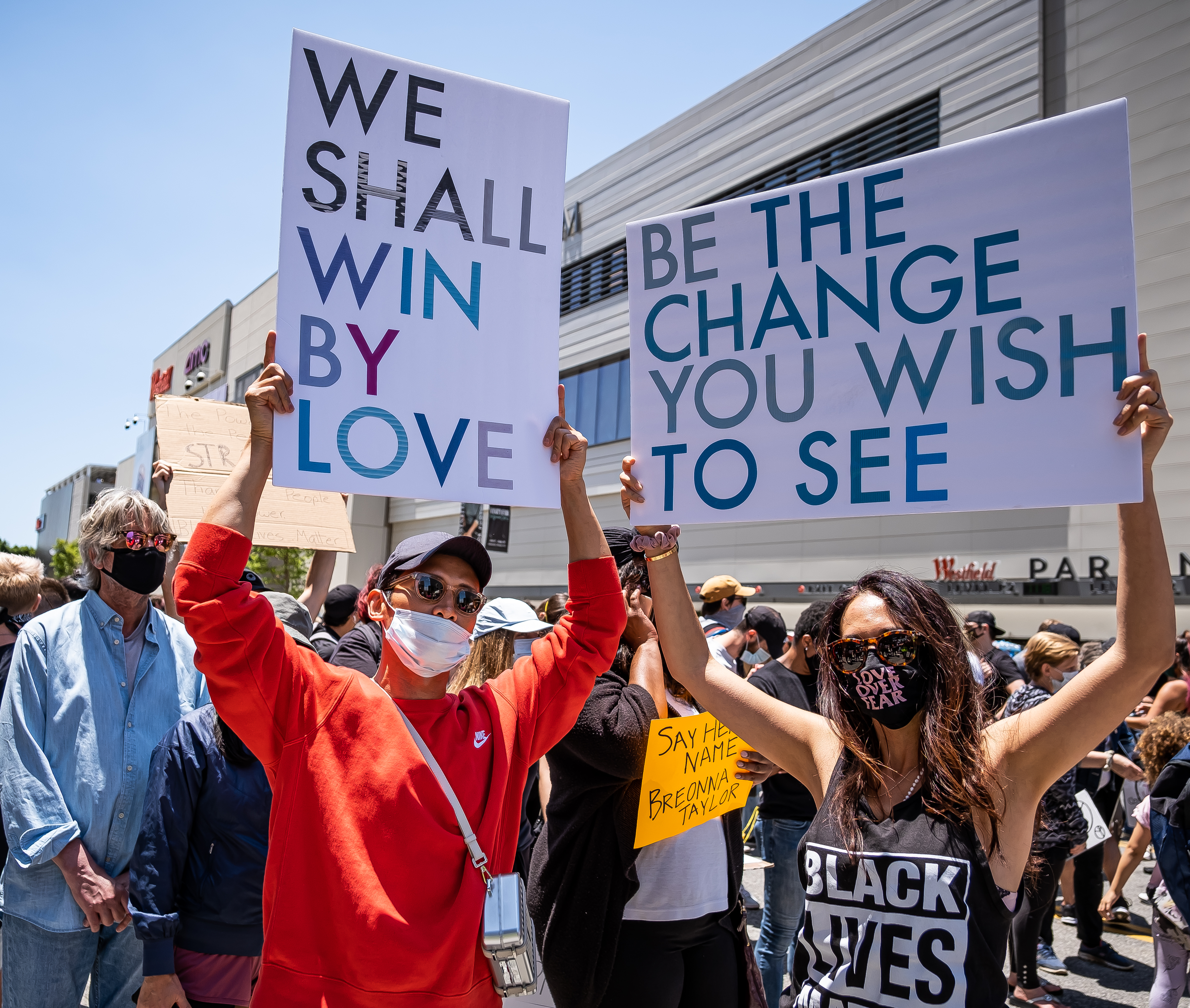
Black-Lives-Matter-Demonstranten in Los Angeles Anfang Juni 2020

Lockdown ist ein R&B- und Rapsong mit funkigem Groove, die Instrumentierung tritt zugunsten des Textes in den Hintergrund. Wie der Titel vermuten lässt, referenziert der Liedtext unter anderem die COVID-19-Pandemie in den Vereinigten Staaten. Mehr noch verarbeitet Anderson Paak mit Lockdown aber seine Erfahrungen als Teilnehmer der Proteste infolge des Todes von George Floyd Anfang Juni 2020 in Los Angeles. Wichtige Motive sind Polizeigewalt und Rassismus sowohl als Auslöser wie auch als Folge der Massendemonstrationen. Angesprochen werden etwa der polizeiliche Einsatz von Tränengas und Gummigeschossen sowie unter die Menschen geschleuste Undercover-Polizisten, wie sie bereits 2016 im Rahmen von Black-Lives-Matter-Protesten vorgekommen waren.
| Lil’ tear gas cleared the whole place out I’ll be back with the hazmat for the next round We was tryna protest, then the fires broke out Look out for the secret agents, they be planted in the crowd Said, “It’s civil unrest,” but you sleep so sound Like you don’t hear the screams when we catchin’ beatdowns? | Bisschen Tränengas räumte den ganzen Platz frei Ich komme wieder mit dem CSA für die nächste Runde Wir versuchten zu protestierten, als die Feuer ausbrachen Halte Ausschau nach Agenten, die in der Menge platziert sind Du sagtest „Es sind Unruhen“, aber du schläfst so tief Als ob du die Schreie nicht hörst, wenn wir Schläge kassieren? |

Der am 25. Mai 2020 von einem Polizisten erstickte George Floyd wird im Text nicht namentlich genannt, aber mit der Zeile „Sicker than the COVID how they did him on the ground“ erwähnt. Paak zieht außerdem Vergleiche mit dem Ende der Sklaverei und den Rodney-King-Unruhen in Los Angeles 1992. Die Videoversion des Liedes enthält einen zusätzlichen Vers von Jay Rock, ein im August veröffentlichter Remix außerdem Verse von JID und Noname.
Das Coverbild zeigt Anderson Paak mit Mund-Nasen-Schutz, in den Händen ein Schild mit der Aufschrift „The People are rising“ (Die Leute erheben sich) und dem Ausspruch „Who said it was a lockdown?“ (Wer sagte, es gäbe einen Lockdown?) Daneben werden mit dem Vermerk Rest in power 39 schwarze Todesopfer von Polizeigewalt aufgelistet (siehe unten).

## Musikvideo

Geballte Faust – Eines der Black-Lives-Matter-Symbole

Ein Musikvideo wurde von Dave Meyers in Szene gesetzt, der zuletzt häufig mit Kendrick Lamar zusammengearbeitet hatte. Ann Powers vom NPR attestierte sowohl dem Video als auch dem Song eine „kathartische Intimität“ und zog Vergleiche mit Agnès Vardas Spielfilm Vogelfrei. Während Paak in ruhiger Tonlage rappt, zeigt das Video das, was sich jenseits der Nachrichten und ikonischen Bilder abspielt, in den Worten von Powers die „downtime of the uprising“ (Auszeit vom Aufstand): Menschen, die von Selbstzweifeln geplagt sind, sich gegenseitig umarmen und Verluste betrauern, die sie zu den Protesten auf die Straße gebracht haben. Als besonderes Stilmittel kommen Nahaufnahmen in unterschiedlichen visuellen Varietäten zum Einsatz. Damit referenziert Meyers neben Werken von Agnès Varda und Barry Jenkins klassische Musikvideos wie Sinéad O’Connors Nothing Compares 2 U oder D’Angelos Untitled.
Das Video beginnt mit Anderson Paak und einer bunt zusammengewürfelten Gruppe von Freunden, die sich lachend und beschwingt an einer für die Südstaaten typischen Mittagstheke – in den 1960er Jahren häufiger Schauplatz von Sit-ins – unterhält. Nach einem Umschnitt zeigt die Kamera das Gesicht des Protagonisten, der zu Boden blickt und erschöpft wirkt, eine Platzwunde auf der Stirn steht symbolisch für seine Traumatisierung. Eine weitere Nahaufnahme zeigt Jay Rock, der im Gespräch mit einem jüngeren Kollegen gegen einen gewissen Fatalismus anrappt. Der Kamerawinkel erinnert an die Schlüsselszene in Moonlight, in der Drogendealer Juan seine Lebensweisheit mit dem Jungen Little teilt. Zuhause angekommen, setzt sich Paak ans Klavier, ehe Sohn Soul Rasheed die Treppe hinunterkommt und seine Hände in die Handflächen seines Vaters legt. In der letzten Szene sitzen die beiden gemeinsam auf der Couch. Dem Rapper rinnt eine Träne über das Gesicht, die sich in eine Animation verwandelt. Beginnend mit George Floyd poppen nacheinander die auch auf dem Single-Cover aufgelisteten 39 Opfernamen auf und bilden eine erhobene Faust:
- Ahmaud Arbery († 23. Februar 2020)
- Rayshard Brooks († 12. Juni 2020)
- Michael Brown († 9. August 2014)
- Philando Castile († 6. Juli 2016)
- Stephon Clark († 18. März 2018)
- Dominique Clayton († 19. Mai 2019)
- Terrence Crutcher († 16. September 2016)
- Christopher Davis († 24. Februar 2016)
- Michael Lorenzo Dean († 3. Dezember 2019)
- Jordan Edwards († 29. April 2017)
- Dominique „Remmie“ Fells († 12. Juni 2020)
- George Floyd († 25. Mai 2020)
- Ronell Foster († 13. Februar 2018)
- Peter Gaines († 12. März 2016)
- Kevin Hicks († 4. April 2016)
- Botham Jean († 6. September 2018)
- Atatiana Jefferson († 12. Oktober 2019)
- Marco Loud († 12. März 2016)
- Trayvon Martin († 26. Februar 2012)
- Christopher McCorvey († 23. Oktober 2016)
- Tony McDade († 27. Mai 2020)
- Riah Milton († 12. Juni 2020)
- Paul O’Neal († 28. Juli 2016)
- Dyzhawn Perkins († 12. Februar 2016)
- Eric Reason († 10. November 2019)
- Darius Robinson († 4. April 2016)
- Torrey Robinson († 19. März 2016)
- Antwon Rose Jr. († 19. Juni 2018)
- Demarcus Semer († 23. April 2016)
- Sylville Smith († 13. August 2016)
- Kionte Spencer († 26. Februar 2016)
- Alton Sterling († 5. Juli 2016)
- Breonna Taylor († 13. März 2020)
- Terrill Thomas († 24. April 2016)
- Willie Tillman († 23. April 2016)
- Mary Truxillo († 11. April 2016)
- Pamela Turner († 13. Mai 2019)
- Christopher Whitfield († 14. Oktober 2019)
- Alteria Woods († 19. März 2017)

Wie aus dem Abspann hervorgeht, tätigte Andersons eigene Stiftung Paak House Spenden an den Action Bail Fund Los Angeles, den Atlanta Solidarity Fund und den Albany Safety Fund for Black Lives. Sämtliche Löhne für Besetzung und Filmstab wurden an die Organisationen Dream Defender, BEAM und Color of Change gespendet. Neben Jay Rock sind die Musiker Andra Day, Dominic Fike, Jonathan „Dumbfoundead“ Park, SiR und Syd in Gastrollen zu sehen.

## Rezeption
Anderson Paak gab Titel und Coverbild von Lockdown am 18. Juni 2020 via Twitter und Instagram bekannt und veröffentlichte die Single einen Tag später digital an Juneteenth, einem US-weiten Gedenktag zur Sklavenbefreiung. Die Reaktionen fielen durchweg positiv aus. Tatiana Cirisano von Billboard nannte den Track „kraftvoll“ und „unwiderstehlich“ und lobte eine Performance von Paak und Jay Rock anlässlich der virtuellen Verleihung der BET Awards. Laut Anthony Fantano spiele Anderson Paak seine Stärken als Rapper und Texter voll aus. Der Kritiker befand den Titel als „woke“ und meinte, es gelänge Paak sehr gut, jenen Moment einzufangen, an dem sich die öffentliche Wahrnehmung der Black-Lives-Matter-Proteste zum Positiven hin verschiebe. Barack Obama nahm Lockdown in seine via sozialer Medien geteilte, 53 Titel umfassende Sommer-Playlist auf.
Im März 2021 wurde Anderson Paak mit Lockdown in der Kategorie Best Melodic Rap Performance mit einem Grammy ausgezeichnet.